# Pseudacorethra zischkai
Pseudacorethra zischkai là một loài bọ cánh cứng trong họ Cerambycidae.